# Rhacochilus
Rhacochilus es un género de peces de la familia Embiotocidae, del orden Perciformes. Este género marino fue descrito científicamente en 1854 por Louis Agassiz.

## Especies
Especies reconocidas del género:
- Rhacochilus toxotes Agassiz, 1854
- Rhacochilus vacca (Girard, 1855)